# Esteira de elétrons
Esteira de elétrons ou esteira eletrônica, ou ainda rastro de elétrons, é a perturbação deixada depois que uma partícula carregada de alta energia passa pela matéria condensada ou plasma.  Os íons que passam podem introduzir oscilações periódicas na rede cristalina ou onda de plasma com a frequência característica do cristal ou frequência do plasma.  As interações do campo criado por essas oscilações com o campo de partículas carregadas alternam de interferência construtiva a interferência destrutiva, produzindo ondas alternadas de campo elétrico e deslocamento. A frequência do campo de esteira é determinada pela natureza da matéria penetrada, e o período do campo de esteira é diretamente proporcional à velocidade da partícula carregada que chega. A amplitude da primeira onda de esteira é a mais importante, pois produz uma força de frenagem na partícula carregada, eventualmente desacelerando-a. Os campos de esteira também podem capturar e guiar íons leves ou pósitrons na direção perpendicular à esteira. Quanto maior a velocidade da partícula carregada original, maior será o ângulo entre a velocidade inicial da partícula e a velocidade do íon capturado.